# 티미 에버렛
티미 에버렛(Timmy Everett, 1939년 2월 14일 ~ 1977년 3월 4일)은 미국의 연극 배우, 무대 연출가이다. 헬레나에서 태어났다. 그는 네이버후드 플레이하우스 스쿨(Neighborhood Playhouse School of the Theatre)에 다녔으며 14세에 온 유어 토즈(On Your Toes)라는 TV 프로덕션으로 데뷔했다. 그는 1957년 더 다크 앳 더 톱 오브 더 스테이스(The Dark at the Top of the Stairs)에서 자신의 역할로 시어터 월드 어워드(Theatre World Award)를 수상했으며, 1958년에는 더 콜드 앤드 더 웜(The Cold Wind and the Warm)으로 다시 한번 수상했다.

## 영화
- 뮤직 맨 (1962년)
- 벤 케이시 (1961년)